# Modron
Modron var i den brittiska, keltiska mytologin moder till Mabon.
Förmodligen härstammar Modron från den galliska modersgudinnan Matrona. Namnet betyder "stor moder".